# Кондратенко Степан Федорович
Степан Федорович Кондратенко (29 серпня 1906, село Шерстюківка Костянтиноградського повіту Полтавської губернії, тепер село Новий Тагамлик Полтавського району Полтавської області — загинув 17 січня 1942, хутір Веселий біля села Вельбівка, тепер Миргородського району Полтавської області) — український радянський діяч, секретар Полтавського обласного комітету КП(б)У із пропаганди та агітації, 1-й секретар Полтавського підпільного обласного комітету КП(б)У.

## Життєпис
Народився в бідній селянській родині. У 1916 році закінчив сільську початкову школу та 2-е відділення двокласового місцевого училища. З травня 1919 по 1925 рік працював у власному господарстві, потім очолював сільбуд (сільський будинок) у селі Новий Тагамлик. У 1924 році вступив до комсомолу.
3 1925 по 1927 рік — на комсомольській роботі в Зачепилівському районному комітеті ЛКСМУ Полтавської округи. 3 1927 по 1928 рік — на комсомольській роботі в Чутівському районному комітеті ЛКСМУ Полтавської округи, одночасно очолював районне бюро дитячого комуністичного руху.
З 1928 по 1930 рік служив червоноармійцем в окремому ескадроні 9-ї Кримської кавалерійської дивізії РСЧА.
У травні 1929 року став кандидатом у члени ВКП(б). Член ВКП(б) з грудня 1929 року.
З 1930 року навчався на робітничому факультеті при Харківському державному університеті, обирався секретарем комітету ЛКСМУ Харківського державного університету.
У 1934—1935 роках — заступник секретаря Жовтневого районного комітету ЛКСМУ міста Харкова.
З 1935 по 1936 рік навчався в Харківському сільськогосподарському комуністичному університеті, а з 1936 по 1938 рік — у Центральній республіканській школі пропагандистів при ЦК КП(б)У в Харкові.
У 1938—1939 роках — інструктор із пропаганди відділу партійної пропаганди та агітації ЦК КП(б)У в Києві.
У лютому 1939 — серпні 1941 року — секретар Полтавського обласного комітету КП(б)У із пропаганди та агітації. 
На початку німецько-радянської війни в липні 1941 року призначений 1-м секретарем Полтавського підпільного обласного комітету КП(б)У, став організатором партизанського руху на Полтавщині. З вересня по листопада 1941 року знаходився на конспіративній квартирі в Гадяцькому районі, з якої керував партизанськими загонами. У листопаді 1941 року прибув до Миргородського партизанського загону. Разом із загоном дійшов до Грунського району Сумської області, але потім повернувся до Гадяцького району Полтавщини. Загинув у бою з німецькими військами 17 січня 1942 року на хуторі Веселому біля села Вельбівки Гадяцького району. 
У 1943 році перепохований в місті Гадячі, в 1969 році останки Степана Кондратенка перенесено у Полтаву до меморіального комплексу Солдатської Слави.
У 1950-х роках вулиця Привокзальна у Київському районі Полтави була перейменована на честь Степана Кондратенка. Постановою Ради Міністрів УРСР за № 97 від 20 січня 1966 року полтавському ПТУ № 3 присвоєно ім'я Степана Кондратенка.

## Нагороди
- орден Леніна (2.05.1945, посмертно)
- орден Вітчизняної війни І ст. (1945, посмертно)